# 화흡
화흡(和洽, ? ~ ?)은 중국 후한, 위의 관료로, 자는 양사(陽士)며 여남군 서평현(西平縣) 사람이다.

## 행적
젊어서는 허자장, 번자소(樊子昭)와 함께 명성이 있었다. 후한 말, 효렴으로 천거되었고 또 대장군에게 벽소를 받았으나, 모두 응하지 않았으며, 고향 군 사람 원소가 여남군의 사대부를 불러모으자 오히려 이를 피하고, 형주자사 유표가 야심은 없고 선비를 아낀다고 여겨 집안 식구들과 함께 유표에게 의탁했다. 유표에게서는 상객으로 예우받았으나, 화흡은 유표는 참언을 들으면 자신을 지켜줄 수 없으리라고 여기고 무릉으로 피했다. 건안 13년(208년), 조조가 형주를 쳐 형주자사 유종의 항복을 받아내고, 화흡을 불러 승상연속으로 삼았다. 당시 모개와 최염이 인사를 주관하면서 절검을 제일로 삼는 것을 비판하여 이로 인해 발생할 수 있는 폐단을 지적했다. 건안 18년(213년) 11월에 상서와 시중, 6경이 설치되면서 왕찬, 위기, 두습과 함께 시중이 되었다. 나중에 모개가 조조가 최염을 주살한 일에 불만을 품자 조조는 이에 대한 고발을 받고 대노하여 신하들로 하여금 모개에 대해 논하는 것을 막으려 혔다. 화흡은 환계와 함께 모개를 구할 것을 청했고, 또 고발한 자를 밝히고 분명히 일을 처결할 것을 구했으나, 조조는 결국 모개를 파면시켰다. 건안 20년(215년), 조조가 장로를 무찌르고 한중을 손에 넣자, 한중 땅을 버리고 주민들을 이주시켜 수비 비용을 절약하자고 주장했다. 조조는 이때 받아들이지 않았으나, 건안 24년(219년) 한중 백성들을 북방으로 이주시켰다. 낭중령이 되었다.
조비가 위나라 황제가 되자, 광록훈이 되었고 안성정후에 봉해졌다. 명제가 즉위하고서는 서릉향후로 봉작이 올랐으며 2백 호를 받았다. 후에는 태상으로 전임했으나, 청빈을 지켜 밭과 집을 팔아 생활을 유지했고, 명제가 이를 듣고 곡식과 비단을 하사했다. 죽어 시호를 간후(簡侯)라 했고, 아들 화리(和离)가 뒤를 이었다.